# Löts sanatorium

Södermanlands läns tuberkulossjukvårdsanstalt (Sanatoriet å Löt) var den ursprungliga beteckningen på Löts sanatorium, beläget strax utanför Strängnäs. 

## Sanatoriet
Sanatoriet som invigdes 1914, hade ursprungligen 98 vårdplatser för vuxna patienter med lungtuberkulos. Vid invigningen medverkade biskop Ullman och landshövdingen Reuterskiöld. Byggnaden uppfördes under ledning av ingenjör Hjalmar Cederström från Södertälje. Den var hållen i vit puts med tak av rödmålad plåt och uppförd i fyra våningar. Bottenvåningen hade väggar av granit och de bägge mellersta tegelväggar. Den översta våningen, som utgjorde vindsvåning, var delvis byggd av trä. Mot norr utgick tre flyglar. Vid de båda gavlarna utgick ligghallar, som bara hade 56 liggplatser. Sanatoriet var dock godkänt av medicinalrådet Sederholm.  
Den siste sanatorieläkaren, docent Ivar Källqvist, ledde sanatoriets omvandling till lungklinik och dess flyttning till en nybyggd lungklinik vid Centrallasarettet i Eskilstuna år 1960. 
Sanatorieläkare:
- Carl Löwenhjelm (1914-1946)
- Willi Mascher (1946-1952)
- Ivar Källqvist (1952-1974)

## Reumatikersjukhus och ryggkirurgisk klinik
Riksförbundet mot Reumatism (RMR) köpte 1960 Löt av Landstinget för 1,5 miljoner kronor med bidrag från staten på 350 000 för "eftervårdssjukhus för reumatikersjuka". RMR lät 1968 göra en större om- och tillbyggnad. År 1975 invigdes länets då största varmvattenbassäng till glädje för patienterna. Arbetsterapi och ny gymnastikhall tillkom också. Landstinget återtog 1982 RMR:s verksamhet.  Sjukhuset stängdes 1987 för renovering och ombyggnad med avsikt att kunna rymma två verksamheter: Löts rehabliteringscentrum (landstingsägt) och Ryggkirurgiska kliniken i Strängnäs (privatägt). Verksamheten öppnade åter 1988. Fastigheten såldes 2003 till ett privat aktiebolag.